# Krościenko Niżne

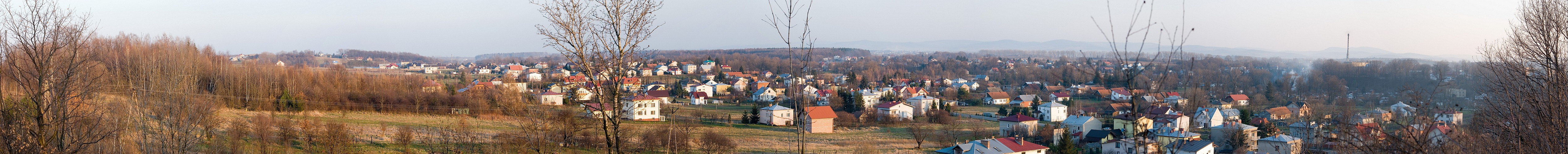
Überblick

Krościenko Niżne ist ein Stadtteil von Krosno im Powiat Krośnieński der Woiwodschaft Karpatenvorland in Polen.

## Geschichte
Der Ort wurde im Jahr 1408 als desupurbio Crosne erstmals urkundlich erwähnt, danach als suburbium Crosznense (1424), Croschenko (suburbium) (1434), Krosczyenko Inferior (1514), Crosczenko civit[atis] (1515), Nyszne Kroszczyenko (1528), Kroszienko rzeczone Podmiesczke (1565), Krościenko Niżne (1665). Der Name Krościenko ist eine diminutive Form des Namens Krosno, das Adjektiv Niżne bedeutet Nieder und ist zu unterscheiden von Krościenko Wyżne (etwa Ober Krościenko) flussaufwärts am Wisłok. Wie Krościenko Wyżne gehörte die Vorstadt Krościenko Niżne zur walddeutschen Sprachinsel, die um die Stadt Krosno spätestens bis zum 17. Jahrhundert die polnische Sprache übernahmen. Der Ort wird in älterer und populärwissenschaftlicher Literatur oft als von schwedischen Kriegsgefangenen besiedelt angesehen, jedoch sprechen dagegen die Mehrheit der Nachnamen der Bauern schon im 15. Jahrhundert, die deutsch waren, sowie im Inventar des Jahres 1523 und etwa die Hälfte der Nachnamen in der Revision des Jahres 1563.
Das Dorf gehörte zunächst zum Königreich Polen (ab 1569 in der Adelsrepublik Polen-Litauen), Woiwodschaft Ruthenien, Sanoker Land. Bei der Ersten Teilung Polens kam Krościenko Niżne 1772 zum neuen Königreich Galizien und Lodomerien des habsburgischen Kaiserreichs (ab 1804). Ab dem Jahr 1855 gehörte Krościenko Niżne zum Bezirk Krosno.
Nach dem Ende des Ersten Weltkriegs und dem Zusammenbruch der Habsburgermonarchie kam Krościenko Niżne 1918 zu Polen. Krościenko Niżne wurde 1925 als Stadtteil Krosnos eingemeindet. 